# فرد وودوارد
فرد وودوارد (انگلیسی: Fred Woodward؛ ۲۶ آوریل ۱۸۸۲ – ۲۶ مارس ۱۹۶۰) بازیگر اهل کانادا بود.
از فیلم‌هایی که وی در آن‌ها نقش داشته است، می‌توان به دختر چهل‌تکه شهر آز اشاره نمود.